# El ETE y el OTO
El ETE y el OTO és una pel·lícula espanyola dirigida per Manuel Esteba el 1983. Es tracta d'una paròdia de la pel·lícula d'Steven Spielberg ET, l'extraterrestre protagonitzada pels germans Calatrava. Va emetre's a TV3 el 19 d'agost del 1988.
Va estrenar-se en Espanya abans que ho fera la pel·lícula original. Es diu que la productora de Spielberg va demanar una còpia i, en vore el resultat de la paròdia, va rebutjar denunciar-los pel plagi.
Es tracta de la tercera de les tres pel·lícules dels germans Calatrava realitzades pel director, amb un humor caspós i masclista. Destaca l'actuació de Francisco Calatrava, més conegut com el lleig, en el paper d'ET.